# Малое Жеребятниково
Малое Жеребятниково — деревня в Майнском районе Ульяновской области России. Входит в состав Анненковского сельского поселения.

## География
Деревня находится в центральной части Ульяновской области, в зоне хвойно-широколиственных лесов, в пределах Приволжской возвышенности, на левом берегу реки Майдан, на расстоянии примерно 11 километров (по прямой) к северо-западу от Майны, административного центра района. Абсолютная высота — 158 метров над уровнем моря.
Климат
Климат характеризуется как умеренно континентальный, с тёплым летом и умеренно холодной зимой. Среднегодовая температура воздуха — 4 — 4,2 °С. Средняя температура воздуха самого тёплого месяца (июля) — 19,5 °C ; самого холодного (января) — −11,8 °C. Среднегодовое количество атмосферных осадков составляет 310—460 мм, из которых большая часть (242—313 мм) выпадает в тёплый период.
Часовой пояс
Деревня Малое Жеребятниково, как и вся Ульяновская область, находится в часовой зоне МСК+1. Смещение применяемого времени относительно UTC составляет +4:00.

## История
Священник села Жеребятникова (Большое Жеребятниково) отец Михаил Багрянский таким образом описывает основание деревни Малого Жеребятникова: в 1779 году князь Потёмкин поручил состоявшему при нем флотскому капитану Ивану Ивановичу Нагаткину устроить в Симбирской губернии усадьбу для певицы Жеребковой. Нагаткин привёл это поручение в исполнение: в семи верстах от своего имения, села Жеребятникова (Большое Жеребятниково), на берегу речки Майны, он построил господскую усадьбу, перевел туда из своего села 18 крестьянских семей, образовав небольшой посёлок и назвал его Малым Жеребятниковым. Однако певица Жеребкова не приняла подарка и Потемкин подарил этот новый поселок его основателю.
При создании Симбирского наместничества в 1780 году деревня Малая Жеребятникова, при Белом ключе и речке Майне, помещиковых крестьян, жители в ней помещичьи крестьяне, по ревизии числятся в селе Жеребятникове (Большое Жеребятниково), вошла в состав Тагайского уезда.
В 1796 году при создании Симбирской губернии деревня вошла в состав Симбирского уезда.
Во время генерального межевания (1795) д. Малое Жеребятниково принадлежало дочери Нагаткина, Авдотье Ивановне Беляковой, и состояло из 29 дворов (82 муж. и 90 жен.). После смерти А. И. Беляковой в 1851 г., эта деревня перешла к её дочери, капитанше Марие Петровне Денисовой, но уже не в том составе, так как большая часть крестьян была переведена на другой участок земли, где образовалось новое селение, деревня Сергиевский приют, а в Малом Жеребятникове осталось 14 крестьянских дворов (55 муж. и 62 жен.), с землею в количестве 413 дес. 298 саж. В 1854 году это имение купил кол. сов. Николай Александрович Слепцов и в 1868 году продал его кол. сов. Елизавете Петровне Маркъянович, от которой оно перешло, в 1880 году, к собственнице, девице Анастасии Павловне Маркъянович (350 десятин).
На 1859 год сельцо Малое Жеребятниково входило в состав 2-го стана Симбирского уезда Симбирской губернии.

## Население
| 2010 |
| ---- |
| 21   |

Национальный состав
Согласно результатам переписи 2002 года, в национальной структуре населения русские составляли 97 % из 35 чел.